# Liste der Länder nach Kindersterblichkeitsrate
Folgende Liste sortiert Länder nach ihrer Kindersterblichkeitsrate. Die Kindersterblichkeitsrate ist die Anzahl der Kinder je 1000 Geburten, die die ersten fünf Lebensjahre nicht überleben. Betrug diese für den Zeitraum 1950 bis 1955 laut UN noch weltweit 214 pro 1000 Geburten, ist sie bis 2020 auf 40 pro 1000 Geburten gesunken, Tendenz weiter sinkend. Es bestehen jedoch große Unterschiede zwischen den Industriestaaten mit 5 Sterbefällen pro 1000 und den am wenigsten entwickelten Staaten mit 65 Sterbefällen pro 1000. Trotz einer seit Jahrzehnten sinkenden Sterblichkeit starben 2007 weltweit immer noch sieben Millionen Kinder unter fünf Jahren, knapp 20.000 pro Tag. 1990 waren es noch über zwölf Millionen.

Kindersterblichkeit 2016 (Tote pro 1000 Geburten)

Kindersterblichkeit ist vor allem in armen Ländern verbreitet. Gründe für eine hohe Kindersterblichkeitsrate können sein:
- Mangelhafte medizinische Versorgung und unzureichende Gesundheitssysteme
- Schlechte hygienische Verhältnisse
- Fehlende Aufklärung von Frauen und Mädchen
- Durch Armut verursachte Mangelernährung
- Daraus folgende Krankheiten wie Durchfall, Malaria oder AIDS
- Bewaffnete Konflikte und politische Instabilität

Die Höhe der Kindersterblichkeit ist ein direkter Indikator für die Entwicklung eines Landes und die Qualität seiner Gesundheitsversorgung.

## Liste
Die Liste sortiert Länder und einige abhängige Gebiete nach dem Anteil der lebendgeborenen Kinder, die innerhalb der ersten fünf Jahre ihres Lebens sterben. Daten der UN beziehen sich auf das Jahr 2021 und die der Weltbank auf das Jahr 2020. Quelle sind die Daten aus den World Population Prospects der Vereinten Nationen aus dem Jahre 2022 und die Webseite der Weltbank. Angaben können, aufgrund verschiedener Zeiträume und Quellen, leicht voneinander abweichen. Die Staaten mit der niedrigsten Sterblichkeitsrate stehen oben in der Liste (umgekehrte Reihenfolge).
| Land                               | Kindersterblichkeit je 1000 Geburten 2021 (UN) | Anteil | Kindersterblichkeit je 1000 Geburten 2020 (Weltbank) | Anteil |
| ---------------------------------- | ---------------------------------------------- | ------ | ---------------------------------------------------- | ------ |
| Montenegro                         | 1,46                                           | 0,1 %  | 2,40                                                 | 0,2 %  |
| Island                             | 1,50                                           | 0,2 %  | 1,90                                                 | 0,2 %  |
| Estland                            | 1,87                                           | 0,2 %  | 2,10                                                 | 0,2 %  |
| Hongkong                           | 1,92                                           | 0,2 %  | …                                                    | …      |
| Singapur                           | 2,06                                           | 0,2 %  | 2,20                                                 | 0,2 %  |
| Finnland                           | 2,35                                           | 0,2 %  | 2,30                                                 | 0,2 %  |
| Slowenien                          | 2,36                                           | 0,2 %  | 2,20                                                 | 0,2 %  |
| Schweden                           | 2,27                                           | 0,2 %  | 2,90                                                 | 0,3 %  |
| Japan                              | 2,42                                           | 0,2 %  | 2,50                                                 | 0,3 %  |
| Norwegen                           | 2,43                                           | 0,2 %  | 2,20                                                 | 0,2 %  |
| Zypern                             | 2,71                                           | 0,3 %  | 2,80                                                 | 0,3 %  |
| Belarus                            | 2,72                                           | 0,3 %  | 2,90                                                 | 0,3 %  |
| Italien                            | 2,73                                           | 0,3 %  | 2,90                                                 | 0,3 %  |
| Irland                             | 2,88                                           | 0,3 %  | 3,00                                                 | 0,3 %  |
| Tschechien                         | 2,89                                           | 0,3 %  | 2,90                                                 | 0,3 %  |
| Südkorea                           | 2,92                                           | 0,3 %  | 3,00                                                 | 0,3 %  |
| Spanien                            | 2,99                                           | 0,3 %  | 3,20                                                 | 0,3 %  |
| San Marino                         | 3,16                                           | 0,3 %  | 1,80                                                 | 0,2 %  |
| Macau                              | 3,23                                           | 0,3 %  | …                                                    | …      |
| Dänemark                           | 3,27                                           | 0,3 %  | 3,40                                                 | 0,3 %  |
| Portugal                           | 3,34                                           | 0,3 %  | 3,30                                                 | 0,3 %  |
| Australien                         | 3,39                                           | 0,3 %  | 3,70                                                 | 0,4 %  |
| Litauen                            | 3,40                                           | 0,3 %  | 3,30                                                 | 0,3 %  |
| Österreich                         | 3,57                                           | 0,4 %  | 3,60                                                 | 0,4 %  |
| Deutschland                        | 3,63                                           | 0,4 %  | 3,70                                                 | 0,4 %  |
| Schweiz                            | 3,67                                           | 0,4 %  | 4,00                                                 | 0,4 %  |
| Israel                             | 3,73                                           | 0,4 %  | 3,60                                                 | 0,4 %  |
| Belgien                            | 3,97                                           | 0,4 %  | 4,20                                                 | 0,4 %  |
| Lettland                           | 3,97                                           | 0,4 %  | 4,00                                                 | 0,4 %  |
| Griechenland                       | 3,99                                           | 0,4 %  | 4,00                                                 | 0,4 %  |
| Polen                              | 4,03                                           | 0,4 %  | 4,40                                                 | 0,4 %  |
| Niederlande                        | 4,05                                           | 0,4 %  | 4,20                                                 | 0,4 %  |
| Vereinigtes Königreich             | 4,10                                           | 0,4 %  | 4,20                                                 | 0,4 %  |
| Ungarn                             | 4,10                                           | 0,4 %  | 4,00                                                 | 0,4 %  |
| Monaco                             | 4,15                                           | 0,4 %  | 3,00                                                 | 0,3 %  |
| Frankreich                         | 4,20                                           | 0,4 %  | 4,40                                                 | 0,4 %  |
| Malta                              | 4,27                                           | 0,4 %  | 6,50                                                 | 0,7 %  |
| Taiwan                             | 4,40                                           | 0,4 %  | …                                                    | …      |
| Neuseeland                         | 4,62                                           | 0,5 %  | 4,70                                                 | 0,5 %  |
| Russland                           | 4,89                                           | 0,5 %  | 5,40                                                 | 0,5 %  |
| Kanada                             | 4,89                                           | 0,5 %  | 5,00                                                 | 0,5 %  |
| Kuba                               | 4,99                                           | 0,5 %  | 5,10                                                 | 0,5 %  |
| Kroatien                           | 5,00                                           | 0,5 %  | 4,60                                                 | 0,5 %  |
| Luxemburg                          | 5,25                                           | 0,5 %  | 2,80                                                 | 0,3 %  |
| Katar                              | 5,54                                           | 0,6 %  | 5,80                                                 | 0,6 %  |
| Bosnien und Herzegowina            | 5,58                                           | 0,6 %  | 5,70                                                 | 0,6 %  |
| Uruguay                            | 5,59                                           | 0,6 %  | 6,20                                                 | 0,6 %  |
| Chile                              | 5,60                                           | 0,6 %  | 6,80                                                 | 0,7 %  |
| Serbien                            | 5,70                                           | 0,6 %  | 5,60                                                 | 0,6 %  |
| Slowakei                           | 5,81                                           | 0,6 %  | 5,80                                                 | 0,6 %  |
| Malediven                          | 6,01                                           | 0,6 %  | 6,50                                                 | 0,7 %  |
| Liechtenstein                      | 6,15                                           | 0,6 %  | …                                                    | …      |
| Bulgarien                          | 6,17                                           | 0,6 %  | 6,10                                                 | 0,6 %  |
| Antigua und Barbuda                | 6,18                                           | 0,6 %  | 6,40                                                 | 0,6 %  |
| Vereinigte Staaten                 | 6,30                                           | 0,6 %  | 6,30                                                 | 0,6 %  |
| Ukraine                            | 6,51                                           | 0,7 %  | 8,10                                                 | 0,8 %  |
| Vereinigte Arabische Emirate       | 6,51                                           | 0,7 %  | 6,60                                                 | 0,7 %  |
| Rumänien                           | 6,64                                           | 0,7 %  | 6,90                                                 | 0,7 %  |
| Andorra                            | 6,70                                           | 0,7 %  | 2,50                                                 | 0,3 %  |
| Sri Lanka                          | 6,70                                           | 0,7 %  | 6,90                                                 | 0,7 %  |
| Bahrain                            | 6,71                                           | 0,7 %  | 6,80                                                 | 0,7 %  |
| Libanon                            | 6,77                                           | 0,7 %  | 7,00                                                 | 0,7 %  |
| Nordmazedonien                     | 6,80                                           | 0,7 %  | 5,90                                                 | 0,6 %  |
| Volksrepublik China                | 6,86                                           | 0,7 %  | 9,90                                                 | 1,0 %  |
| Saudi-Arabien                      | 6,90                                           | 0,7 %  | 7,00                                                 | 0,7 %  |
| Kosovo                             | 7,20                                           | 0,7 %  | …                                                    | …      |
| Puerto Rico                        | 7,51                                           | 0,8 %  | …                                                    | …      |
| Costa Rica                         | 7,63                                           | 0,8 %  | 7,90                                                 | 0,8 %  |
| Thailand                           | 8,32                                           | 0,8 %  | 8,70                                                 | 0,9 %  |
| Malaysia                           | 8,61                                           | 0,9 %  | 8,60                                                 | 0,9 %  |
| Türkei                             | 8,99                                           | 0,9 %  | 9,50                                                 | 1,0 %  |
| Georgien                           | 9,01                                           | 0,9 %  | 9,30                                                 | 0,9 %  |
| Kuwait                             | 9,08                                           | 0,9 %  | 8,70                                                 | 0,9 %  |
| Kasachstan                         | 9,91                                           | 1,0 %  | 10,00                                                | 1,0 %  |
| Albanien                           | 9,99                                           | 1,0 %  | 9,80                                                 | 1,0 %  |
| Armenien                           | 10,44                                          | 1,0 %  | 10,90                                                | 1,1 %  |
| Argentinien                        | 10,78                                          | 1,1 %  | 8,60                                                 | 0,9 %  |
| St. Kitts und Nevis                | 11,00                                          | 1,1 %  | 15,00                                                | 1,5 %  |
| Libyen                             | 11,08                                          | 1,1 %  | 11,10                                                | 1,1 %  |
| Brunei                             | 11,08                                          | 1,1 %  | 11,50                                                | 1,2 %  |
| Oman                               | 11,14                                          | 1,1 %  | 11,00                                                | 1,1 %  |
| Tonga                              | 11,38                                          | 1,1 %  | 11,40                                                | 1,1 %  |
| Belize                             | 11,74                                          | 1,2 %  | 11,70                                                | 1,2 %  |
| Barbados                           | 11,84                                          | 1,2 %  | 12,20                                                | 1,2 %  |
| Bahamas                            | 11,87                                          | 1,2 %  | 12,30                                                | 1,3 %  |
| Peru                               | 12,38                                          | 1,2 %  | 12,80                                                | 1,3 %  |
| Ecuador                            | 12,45                                          | 1,2 %  | 13,00                                                | 1,3 %  |
| Iran                               | 12,64                                          | 1,3 %  | 12,90                                                | 1,3 %  |
| El Salvador                        | 12,67                                          | 1,3 %  | 12,90                                                | 1,3 %  |
| Kolumbien                          | 12,92                                          | 1,3 %  | 13,20                                                | 1,3 %  |
| Usbekistan                         | 13,16                                          | 1,3 %  | 13,90                                                | 1,4 %  |
| Jamaika                            | 13,33                                          | 1,3 %  | 13,30                                                | 1,3 %  |
| Mexiko                             | 13,55                                          | 1,4 %  | 13,70                                                | 1,4 %  |
| Kap Verde                          | 13,58                                          | 1,4 %  | 14,20                                                | 1,4 %  |
| Seychellen                         | 13,64                                          | 1,4 %  | 13,90                                                | 1,4 %  |
| Dominica                           | 13,68                                          | 1,4 %  | 35,40                                                | 3,5 %  |
| St. Vincent und die Grenadinen     | 14,09                                          | 1,4 %  | 14,10                                                | 1,4 %  |
| Moldau                             | 14,25                                          | 1,4 %  | 14,50                                                | 1,5 %  |
| Jordanien                          | 14,35                                          | 1,4 %  | 15,00                                                | 1,5 %  |
| St. Lucia                          | 14,43                                          | 1,4 %  | 24,40                                                | 2,4 %  |
| Brasilien                          | 14,45                                          | 1,4 %  | 14,70                                                | 1,5 %  |
| São Tomé und Príncipe              | 14,61                                          | 1,4 %  | 16,00                                                | 1,6 %  |
| Mongolei                           | 14,81                                          | 1,5 %  | 15,40                                                | 1,5 %  |
| Nicaragua                          | 15,45                                          | 1,5 %  | 16,00                                                | 1,6 %  |
| Nordkorea                          | 15,80                                          | 1,6 %  | 16,50                                                | 1,7 %  |
| Grenada                            | 16,08                                          | 1,6 %  | 16,40                                                | 1,6 %  |
| Honduras                           | 16,17                                          | 1,6 %  | 16,20                                                | 1,6 %  |
| Tunesien                           | 16,32                                          | 1,6 %  | 16,60                                                | 1,7 %  |
| Palästina                          | 16,38                                          | 1,6 %  | 16,50                                                | 1,7 %  |
| Trinidad und Tobago                | 16,73                                          | 1,7 %  | 16,60                                                | 1,7 %  |
| Samoa                              | 16,76                                          | 1,7 %  | 17,00                                                | 1,7 %  |
| Kirgisistan                        | 16,88                                          | 1,7 %  | 17,50                                                | 1,8 %  |
| Mauritius                          | 16,98                                          | 1,7 %  | 16,50                                                | 1,7 %  |
| Suriname                           | 17,07                                          | 1,7 %  | 17,60                                                | 1,8 %  |
| Panama                             | 17,16                                          | 1,7 %  | 14,30                                                | 1,4 %  |
| Palau                              | 17,33                                          | 1,7 %  | 16,90                                                | 1,7 %  |
| Marokko                            | 17,92                                          | 1,8 %  | 18,70                                                | 1,9 %  |
| Paraguay                           | 18,37                                          | 1,8 %  | 18,90                                                | 1,9 %  |
| Aserbaidschan                      | 18,61                                          | 1,9 %  | 19,40                                                | 1,9 %  |
| Venezuela                          | 18,65                                          | 1,9 %  | 24,20                                                | 2,4 %  |
| Salomonen                          | 18,73                                          | 1,9 %  | 19,40                                                | 1,9 %  |
| Ägypten                            | 18,85                                          | 1,9 %  | 19,50                                                | 2,0 %  |
| Nauru                              | 18,98                                          | 1,9 %  | 28,50                                                | 2,9 %  |
| Vietnam                            | 20,83                                          | 2,1 %  | 20,90                                                | 2,1 %  |
| Tuvalu                             | 21,28                                          | 2,1 %  | 22,00                                                | 2,2 %  |
| Syrien                             | 21,97                                          | 2,2 %  | 22,40                                                | 2,2 %  |
| Algerien                           | 22,11                                          | 2,2 %  | 22,70                                                | 2,3 %  |
| Indonesien                         | 22,32                                          | 2,2 %  | 23,00                                                | 2,3 %  |
| Guatemala                          | 22,90                                          | 2,3 %  | 23,60                                                | 2,4 %  |
| Föderierte Staaten von Mikronesien | 23,86                                          | 2,4 %  | 24,50                                                | 2,5 %  |
| Vanuatu                            | 24,45                                          | 2,4 %  | 24,90                                                | 2,5 %  |
| Irak                               | 24,62                                          | 2,5 %  | 25,20                                                | 2,5 %  |
| Kambodscha                         | 24,75                                          | 2,5 %  | 25,60                                                | 2,6 %  |
| Philippinen                        | 25,39                                          | 2,5 %  | 26,40                                                | 2,6 %  |
| Bhutan                             | 26,84                                          | 2,7 %  | 27,40                                                | 2,7 %  |
| Nepal                              | 27,38                                          | 2,7 %  | 28,20                                                | 2,8 %  |
| Guyana                             | 27,54                                          | 2,8 %  | 28,40                                                | 2,8 %  |
| Bangladesch                        | 27,70                                          | 2,8 %  | 29,10                                                | 2,9 %  |
| Fidschi                            | 27,90                                          | 2,8 %  | 27,40                                                | 2,7 %  |
| Marshallinseln                     | 29,57                                          | 3,0 %  | 30,70                                                | 3,1 %  |
| Westsahara                         | 30,57                                          | 3,1 %  | …                                                    | …      |
| Indien                             | 31,19                                          | 3,1 %  | 32,60                                                | 3,3 %  |
| Tadschikistan                      | 31,32                                          | 3,1 %  | 32,30                                                | 3,2 %  |
| Dominikanische Republik            | 32,99                                          | 3,3 %  | 33,80                                                | 3,4 %  |
| Südafrika                          | 35,07                                          | 3,5 %  | 32,20                                                | 3,2 %  |
| Bolivien                           | 35,51                                          | 3,6 %  | 25,40                                                | 2,5 %  |
| Senegal                            | 36,71                                          | 3,7 %  | 38,10                                                | 3,8 %  |
| Eritrea                            | 37,91                                          | 3,8 %  | 39,30                                                | 3,9 %  |
| Malawi                             | 38,20                                          | 3,8 %  | 38,60                                                | 3,9 %  |
| Namibia                            | 38,57                                          | 3,9 %  | 40,20                                                | 4,0 %  |
| Ruanda                             | 38,67                                          | 3,9 %  | 40,50                                                | 4,1 %  |
| Gabun                              | 39,41                                          | 3,9 %  | 41,70                                                | 4,2 %  |
| Turkmenistan                       | 41,03                                          | 4,1 %  | 41,80                                                | 4,2 %  |
| Kenia                              | 41,13                                          | 4,1 %  | 41,90                                                | 4,2 %  |
| Osttimor                           | 41,15                                          | 4,1 %  | 42,30                                                | 4,2 %  |
| Uganda                             | 41,62                                          | 4,2 %  | 43,30                                                | 4,3 %  |
| Papua-Neuguinea                    | 42,26                                          | 4,2 %  | 43,90                                                | 4,4 %  |
| Laos                               | 42,59                                          | 4,3 %  | 44,10                                                | 4,4 %  |
| Myanmar                            | 42,79                                          | 4,3 %  | 43,70                                                | 4,4 %  |
| Republik Kongo                     | 43,19                                          | 4,3 %  | 44,60                                                | 4,5 %  |
| Ghana                              | 43,26                                          | 4,3 %  | 44,70                                                | 4,5 %  |
| Botswana                           | 44,50                                          | 4,5 %  | 44,80                                                | 4,5 %  |
| Tansania                           | 45,87                                          | 4,6 %  | 48,90                                                | 4,9 %  |
| Äthiopien                          | 47,21                                          | 4,7 %  | 48,70                                                | 4,9 %  |
| Kiribati                           | 47,52                                          | 4,8 %  | 49,60                                                | 5,0 %  |
| Gambia                             | 47,81                                          | 4,8 %  | 49,40                                                | 4,9 %  |
| Madagaskar                         | 48,75                                          | 4,9 %  | 50,20                                                | 5,0 %  |
| Eswatini                           | 50,50                                          | 5,1 %  | 46,60                                                | 4,7 %  |
| Simbabwe                           | 52,15                                          | 5,2 %  | 53,90                                                | 5,4 %  |
| Burundi                            | 52,49                                          | 5,2 %  | 54,40                                                | 5,4 %  |
| Dschibuti                          | 54,34                                          | 5,4 %  | 55,90                                                | 5,6 %  |
| Sudan                              | 54,71                                          | 5,5 %  | 56,60                                                | 5,7 %  |
| Sambia                             | 57,19                                          | 5,7 %  | 61,40                                                | 6,1 %  |
| Afghanistan                        | 57,93                                          | 5,8 %  | 58,00                                                | 5,8 %  |
| Komoren                            | 58,52                                          | 5,9 %  | 61,30                                                | 6,1 %  |
| Haiti                              | 60,11                                          | 6,0 %  | 60,50                                                | 6,1 %  |
| Mauretanien                        | 60,95                                          | 6,1 %  | 70,70                                                | 7,1 %  |
| Jemen                              | 62,16                                          | 6,2 %  | 59,60                                                | 6,0 %  |
| Togo                               | 62,37                                          | 6,2 %  | 64,40                                                | 6,4 %  |
| Pakistan                           | 63,18                                          | 6,3 %  | 65,20                                                | 6,5 %  |
| Mosambik                           | 68,41                                          | 6,8 %  | 70,60                                                | 7,1 %  |
| Angola                             | 68,85                                          | 6,9 %  | 71,50                                                | 7,2 %  |
| Kamerun                            | 69,71                                          | 7,0 %  | 72,20                                                | 7,2 %  |
| Guinea-Bissau                      | 74,23                                          | 7,4 %  | 76,80                                                | 7,7 %  |
| Niger                              | 75,39                                          | 7,5 %  | 77,50                                                | 7,8 %  |
| Liberia                            | 75,49                                          | 7,5 %  | 78,30                                                | 7,8 %  |
| Elfenbeinküste                     | 75,67                                          | 7,6 %  | 77,90                                                | 7,8 %  |
| Äquatorialguinea                   | 75,70                                          | 7,6 %  | 78,50                                                | 7,9 %  |
| Demokratische Republik Kongo       | 78,58                                          | 7,9 %  | 81,20                                                | 8,1 %  |
| Burkina Faso                       | 82,77                                          | 8,3 %  | 85,00                                                | 8,5 %  |
| Benin                              | 83,38                                          | 8,4 %  | 85,90                                                | 8,6 %  |
| Lesotho                            | 87,11                                          | 8,7 %  | 89,50                                                | 9,0 %  |
| Mali                               | 88,23                                          | 8,8 %  | 91,00                                                | 9,1 %  |
| Guinea                             | 93,05                                          | 9,3 %  | 95,60                                                | 9,6 %  |
| Sierra Leone                       | 99,05                                          | 9,4 %  | 107,80                                               | 10,8 % |
| Südsudan                           | 99,54                                          | 10,0 % | 97,90                                                | 9,8 %  |
| Zentralafrikanische Republik       | 101,91                                         | 10,2 % | 103,00                                               | 10,3 % |
| Tschad                             | 106,07                                         | 10,7 % | 110,00                                               | 11,0 % |
| Nigeria                            | 111,24                                         | 11,1 % | 113,80                                               | 11,4 % |
| Somalia                            | 111,85                                         | 11,2 % | 114,60                                               | 11,5 % |

## Entwicklung der Kindersterblichkeitsrate 1800 bis 2015

Anteil lebend geborener Kinder, die starben, bevor sie fünf Jahre alt wurden

Folgende Tabelle gibt Überblick über die Entwicklung der prozentualen Kindersterblichkeit von 1950–1955 (Durchschnittswert) bis 2010–2015 in verschiedenen Weltregionen. Insgesamt sank der Anteil der Kinder, die in den ersten fünf Jahren nach ihrer Geburt nicht überleben, von 21,5 % Mitte des 20. Jahrhunderts auf 4,8 % in der Gegenwart. Im Jahre 1800 lag die weltweite Kindersterblichkeitsrate, laut historischer Schätzungen und Statistiken, bei 43,3 % und sank bis zum Jahre 1900 auf 36,2 %.
| Region                    | 1800   | 1900   | 1950–1955 | 1960–1965 | 1970–1975 | 1980–1985 | 1990–1995 | 2000–2005 | 2010–2015 |
| ------------------------- | ------ | ------ | --------- | --------- | --------- | --------- | --------- | --------- | --------- |
| Europa                    |        |        | 09,3 %    | 04,4 %    | 02,9 %    | 02,2 %    | 01,5 %    | 01,0 %    | 0,6 %     |
| Nordamerika               |        |        | 03,6 %    | 02,9 %    | 02,1 %    | 01,3 %    | 01,0 %    | 00,8 %    | 0,7 %     |
| Ostasien                  |        |        | 19,4 %    | 19,4 %    | 09,1 %    | 05,3 %    | 04,6 %    | 02,8 %    | 1,3 %     |
| Lateinamerika und Karibik |        |        | 18,9 %    | 14,7 %    | 11,2 %    | 07,6 %    | 04,9 %    | 03,3 %    | 2,4 %     |
| Australasien und Ozeanien |        |        | 08,7 %    | 07,0 %    | 05,6 %    | 04,5 %    | 03,7 %    | 03,3 %    | 2,6 %     |
| Westasien                 |        |        | 26,9 %    | 21,2 %    | 15,1 %    | 09,4 %    | 06,2 %    | 04,0 %    | 2,9 %     |
| Südostasien               |        |        | 23,7 %    | 17,0 %    | 12,2 %    | 09,3 %    | 06,3 %    | 04,4 %    | 3,0 %     |
| Zentralasien              |        |        | 16,3 %    | 13,7 %    | 11,5 %    | 09,7 %    | 07,8 %    | 05,9 %    | 3,4 %     |
| Nordafrika                |        |        | 31,8 %    | 24,2 %    | 19,7 %    | 12,8 %    | 08,2 %    | 05,5 %    | 3,7 %     |
| Südasien                  |        |        | 29,0 %    | 23,8 %    | 20,6 %    | 15,4 %    | 11,6 %    | 08,2 %    | 5,5 %     |
| Subsahara-Afrika          |        |        | 31,0 %    | 26,5 %    | 22,0 %    | 19,6 %    | 16,7 %    | 14,1 %    | 9,5 %     |
| Welt                      | 43,3 % | 36,2 % | 21,5 %    | 18,4 %    | 13,9 %    | 10,9 %    | 09,6 %    | 07,0 %    | 4,8 %     |